# Eucrostes nudilimbaria
Eucrostes nudilimbaria är en fjärilsart som beskrevs av Paul Mabille 1879. Eucrostes nudilimbaria ingår i släktet Eucrostes och familjen mätare. Inga underarter finns listade i Catalogue of Life.